# جمعیت ملی مبارزه با سرطان

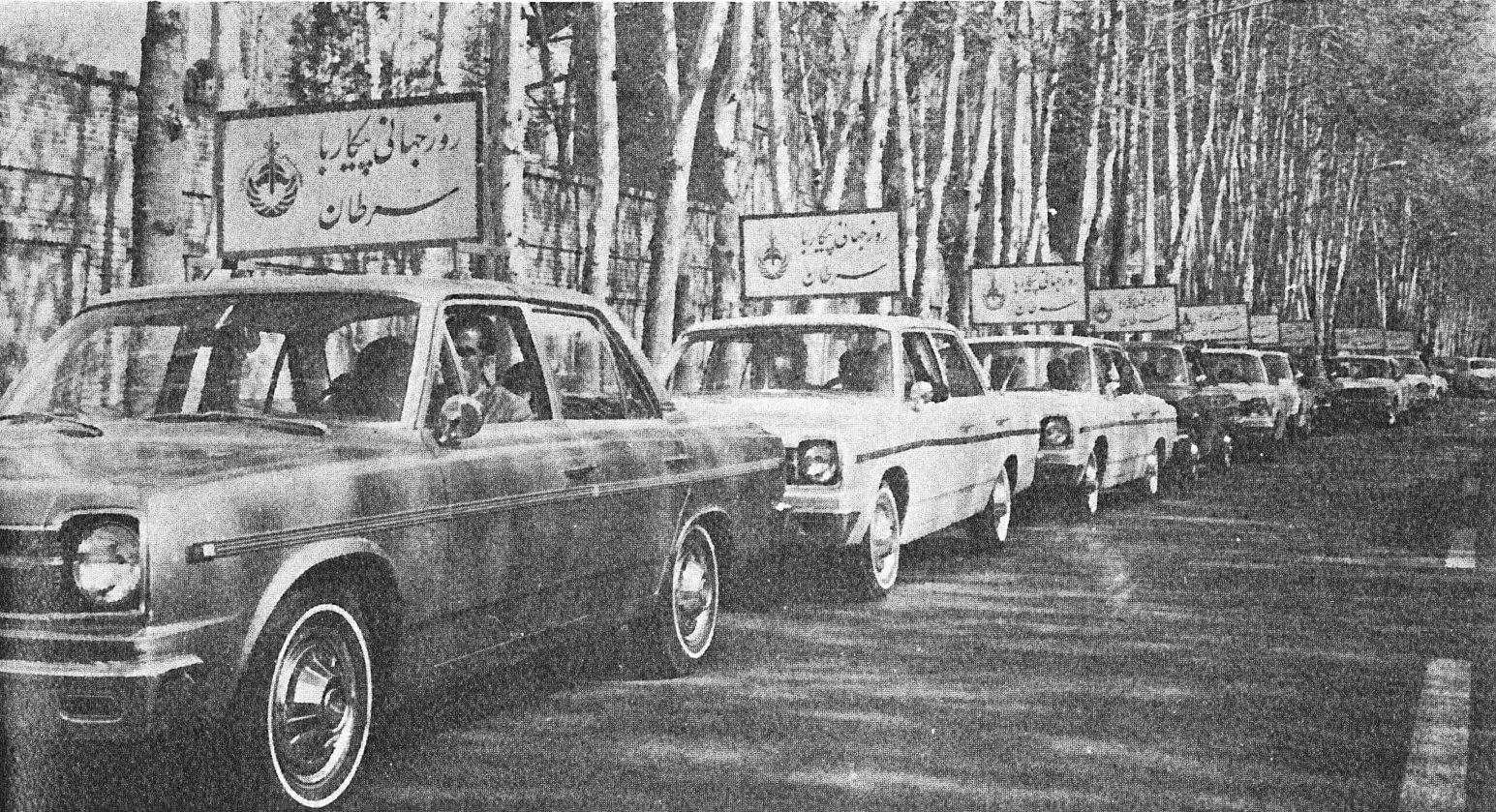
روز جهانی پیکار با سرطان تهران ۱۳۵۴

جمعیت ملی مبارزه با سرطان در فروردین سال ۱۳۴۶ بنیان شد. جمعیت ملی مبارزه با سرطان برای گسترش مرکزهای تشخیص، درمان و شیمی درمانی کسانی که به بیماری سرطان دچار شده‌اند فعالیت می‌کند. هم چنین در ایجاد آسایشگاه‌های ویژه بیماران سرطانی و آموزش همگانی، تخصصی و فنی در چهار چوب اساس نامه جمعیت فعالیت دارد. ریاست عالیه این جمعیت با صادق سالاردیناری است.

## فعالیت‌ها
جمعیت ملی مبارزه با سرطان در ایجاد مرکزهای تشخیص و درمان سرپایی فعال است.
مرکزهای سیستو لوژی : مرکزهای سیستولوژی یا سلول‌شناسی برای تشخیص به هنگام سرطان‌های زهدان ایجاد گردید. جمعیت با همکاری واحد بهداشت و تنظیم خانواده وزارت بهداری نزدیک به چهل کلینیک بهداشت و تنظیم خانواده برای آزمایش پاپ اسمیر بینان کرد.
مرکزهای پیکار با چنگال پوست و مخاط: این مرکز در بیمارستان رازی وابسته به دانشگاه تهران ایجاد شد. این مرکز در تشخیص و درمان چنگال پوست فعال است.

## شیمی درمانی
در درازای دهه پنجاه برنامه شیمی درمانی ویژه بیماران دچار به چنگال پایه‌گذاری شد.
درمان چنگال جفت با داروهای ویژه در بیمارستان دکتر جهانشاه صالح زیر کنترل کمیته فنی به هزینه جمعیت.
درمان چنگال خون و لنف و بخشی از تومورهای سرطانی در بخش خون مرکز پزشکی مستوری.

## آسایشگاه‌ها

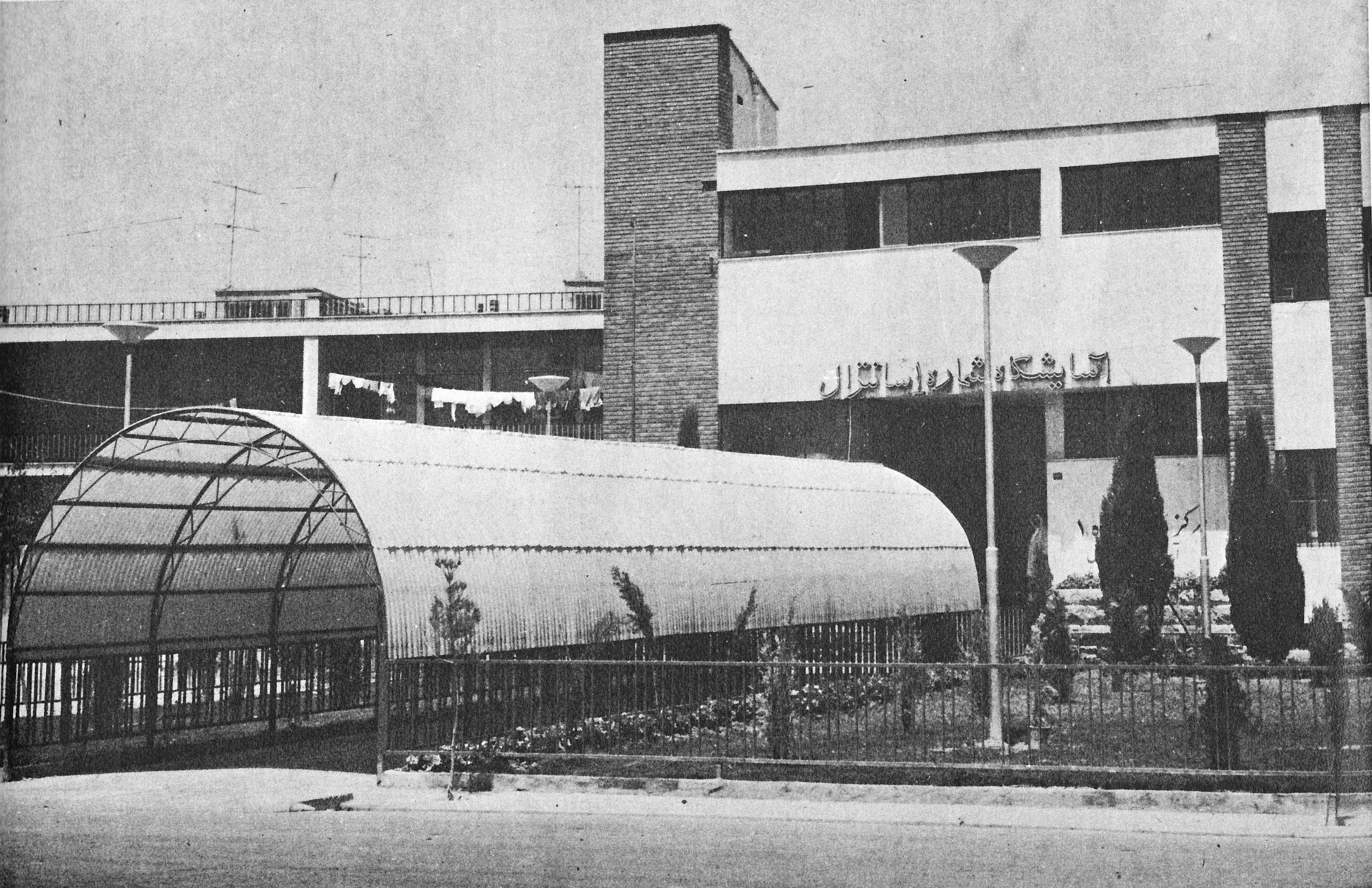
آسایشگاه سانترال تهران

- - آسایشگاه سانترال را بنیاد بیکو کاری غزلساز در سال ۱۳۴۶ بنا نهاد و سپس بر پایه قراردادی این آسایشگاه را به جمعیت ملی مبارزه با سرطان واگذار کرد. گنجایش این آسایشگاه ۱۵۱۰ تخت است. بیماران سرطانی از نقاط مختلف کشور در این آسایشگاه پذیرفته می‌شوند و رایگان از درمان و خدمات پزشکی بهره مند می‌شوند.
- - آسایشگاه امید اسپهان (اصفهان): زیر چتر پشتیبانی جمعیت ملی مبارزه با سرطان با همکاری فنی د انشگاه اسپهان و بهداری کل اداره می‌شود. درمانگاه وابسته به این آسایشگاه با کمک مالی شرکت ملی نفت ایران در ساختمان مدرنی با آخرین تجهیزات رایگان در اختیار مردم قرار دارد.

## آموزش
آموزش فنی: جمعیت ملی مبارزه با سرطان با استفاده از برنامه‌های سخنرانی در گردهم آیی‌های پزشکی و برنامه‌های ویژه تلویزیونی برای آگاهی مردم استفاده می‌کند. هم چنین با چاپ کتاب‌های (نا مه‌های ) تخصصی برای پزشکان و پخش رایگان آن و چاپ کتاب‌های فنی برای بالا بردن آگاهی و دانش فنی پرستاران گام‌های بلندی در آگاهی‌رسانی برداشته‌است.
آموزش تخصصی: جمعیت ملی مبارزه با سرطان هزینه‌های آموزش نیروی انسانی در پیاده کردن برنامه‌های گوناگون مبارزه با چنگال از سیستو لوژی، پاتولوژی، رادیو تراپی، و غیرهتا آموزش تکنسین‌های رشته‌های گوناگون بیماری چنگال را می‌پردازد. بر اساس قراردادی که جمعیت ملی مبارزه با سرطان با دانشگاه تهران دارد همکای‌های بین این دو نهاد هر سال گسترده‌تر می‌شود.
آموزش همگانی: جمعیت با استفاده از برنامه‌های رادیو و تلویزیون، سخنرانی و کنفرانس ها، نمایش فیلم‌های آموزشی و انتشار بولتن‌ها کوشش در آگاه نمودن مردم از این بیماری و رفتن به هنگام به پزشک و بیمارستان‌های ویژه درمان چنگال که به رایگان در اختیار هم میهنان قرار دارد.

## هفته سرطان
برای آگاه نمودن هم میهنان دربارهٔ بیماری چنگال و مراجعه به پزشک و داشتن پشتیبانی مادی و معنوی هفته دوم مهر ماه هر سال از طرف جمعیت مبارزه با سرطان به هفته سرطان اختصاص یافت. در این هفته از همه ایرانیان دعوت شد که در برنامه مبارزه با سرطان در سطح کشور شرکت کنند.